# Jiřina Švorcová

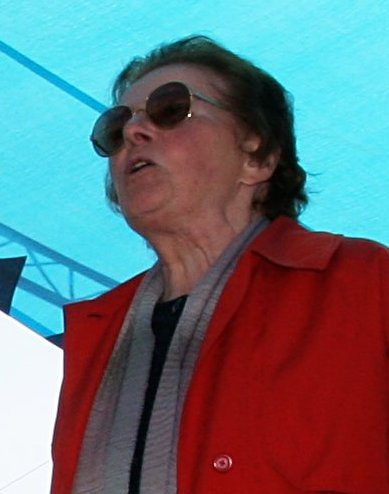
Jiřina Švorcová (2006)

Jiřina Švorcová (* 25. Mai 1928 in Kociánovice, heute Hradec Králové-Slezské Předměstí; † 8. August 2011 in Prag) war eine tschechoslowakische Schauspielerin.

## Leben
Švorcová stammte aus einer Arbeiter- und Bauernfamilie. Nach dem Tod des Vaters zog die Familie nach Prag. Švorcová studierte zunächst für eine Tätigkeit als Lehrerin, schrieb sich dann jedoch, dem Vorbild ihres Bruders, des tschechischen Schauspielers Václav Švorc (* 1919), folgend, für ein Schauspielstudium ein. Sie absolvierte es an der Fakultät für Schauspielkunst der Akademie der Musischen Künste (Divadelní fakulta Akademie múzických umění) in Prag. 1950 schloss sie die Ausbildung mit dem Schauspieldiplom ab.
Švorcová begann ihre Laufbahn als Theaterschauspielerin. In der Spielzeit 1950/51 war sie am Stadttheater von Hradec Králové engagiert. 1951 wurde sie Mitglied des Theaters in den Weinbergen (Divadlo na Vinohradech) in Královské Vinohrady. Dort blieb sie bis 1990, bis zu ihrem Rückzug von der Bühne, festes Ensemblemitglied.
Švorcová spielte zunächst das Rollenfach der jugendlichen Heldin und jugendlichen Liebhaberin; später kamen dramatische Rollen im Fach der Heldin hinzu. Sie spielte auf der Bühne Ehefrauen, Mütter und später auch die komische Alte. Frühzeitig übernahm sie Charakterrollen. 
Zu ihren Bühnenrollen gehörten unter anderem: Prinzessin Eboli in Don Carlos (1955), die Titelrolle in einer Bühnenfassung von Anna Karenina (1963), Fanka in Der Räuber von Karel Čapek (1972), Emilia Marty in Čapeks Die Sache Makropulos (Věc Makropulos, 1976), Olga in Drei Schwestern (1979), die Titelrolle in Mutter Courage und ihre Kinder (1984), Essie in O Wildnis! von Eugene O’Neill (Ach ta léta bláznivá, 1986) und die Melánie in der Uraufführung des Theaterstücks Hlasy Ptáků von Josef Topol (1989).
1950 gab sie ihr Debüt im tschechischen Kinofilm. Sie spielte die Rolle der Traktorfahrerin Vlasta Tomešová in der Liebeskomödie Der Weg zum Glück (1951). Sie übernahm einige Hauptrollen im tschechischen Film und entwickelte sich zu einer guten Charakterdarstellerin. Ihre Filmauftritte erfolgten insgesamt jedoch eher sporadisch; sie stand immer nur in jeweils großen zeitlichen Abständen vor der Kamera. Meist verkörperte sie den Rollentypus der selbstbewussten, modernen und in die kommunistische Gesellschaft eingebundenen jungen Frau. 
Wichtige Filmrollen waren die Stoßbrigadierin Marie in dem Spielfilm Über uns tagt es (1953), die Tochter und Arbeiterin Tonicka in dem Filmdrama Pricházejí z tmy (1954), die Verkäuferin Marie Rysová in dem Kriminalfilm König des Böhmerwaldes (1959), die Ärztin Marie in dem Agentenfilm Smyk (1961) von Zbyněk Brynych, Magda Muzikárová, die Landwirtschafts-Assistentin (zemědělská instruktorka) und Jugendliebe eines Tierarztes, in dem Filmdrama Fesseln (1961) und die Schriftstellerin Božena Němcová in der Filmbiografie Horoucí srdce (1963).  
Ihre bekannteste Rolle im tschechischen Fernsehen war die Rolle der Verkäuferin Anna Holubová
in der Fernsehserie Die Frau hinter dem Ladentisch (1978). Švorcová verkörperte die Hauptrolle in der Serie, eine Verkäuferin in einem Lebensmittelgeschäft mit vollen Regalen, eine geschönte Idylle des Kommunismus nach der Niederschlagung des Prager Frühlings. Švorcová zeichnete ihre Rolle dabei ganz im Sinne kommunistischer Propaganda.
In den 1970er und 1980er Jahren war Švorcová mehrfach Präsidentin des Verbandes Darstellender Künstler in der Tschechoslowakei, 1976 wurde sie in das Zentralkomitee der KPTsch gewählt, 1977 hat sie sich für die sogenannte Anticharta starkgemacht. 1989, nach dem Zusammenbruch des Kommunismus in der Tschechoslowakei, zog sich Švorcová von der Tätigkeit als Schauspielerin zurück. Auch am Divadlo na Vinohradech war ihr signalisiert worden, dass sie dort wegen ihrer kommunistischen Vergangenheit nicht mehr erwünscht sei. 2000 veröffentlichte sie ihre Lebenserinnerungen unter dem Titel Býti Švorcovou.

## Auszeichnungen und Ehrungen
Švorcová erhielt zahlreiche staatliche Auszeichnungen und Orden. Sie war Trägerin des Klement Gottwald-Staatspreises (1980). 1970 wurde sie mit dem Orden der Arbeit (Řád práce) ausgezeichnet. 1978 erhielt sie den Orden des Siegreichen Februar (Řád Vítězného února). 1984 wurde sie Nationalkünstlerin der Tschechoslowakei. 1975 erhielt sie den Künstlerpreis des Staatlichen Tschechischen Rundfunks.

## Politisches Engagement
Švorcová war überzeugte Kommunistin. 1976 wurde sie Mitglied des Zentralkomitees der Kommunistischen Partei der Tschechoslowakei. Aufsehen erregte 1977 ihre öffentliche Rede, in der sie die Unterzeichner der Charta 77, darunter Autoren wie Václav Havel und Pavel Kohout, als „Renegaten und Verräter“ bezeichnete. In einem Interview von 2010 bekräftigte Švorcová nochmals ihren damaligen Standpunkt. Sie glaube auch heute noch, dass es falsch gewesen sei, was Leute wie Havel und Kohout damals taten.
Selbst kurz vor dem Zusammenbruch des Kommunismus in der Tschechoslowakei 1989 befürwortete sie weiterhin Zensur, Unterdrückung von politisch Andersdenkenden und Künstlern bzw. deren Abschiebung und Ausreise. Auch nach dem Zusammenbruch des kommunistischen Regimes in der Tschechoslowakei gab sie ihre Loyalität zum kommunistischen Regime nicht auf. Švorcová wurde zur Galionsfigur und zum „Maskottchen“ ultra-kommunistischer Kreise. Sie besuchte weiterhin Parteiveranstaltungen und rezitierte revolutionäre Gedichte bei kulturellen Parteiabenden.
1996 kandidierte sie erfolglos für die Kommunistische Partei Böhmens und Mährens (KSČM) für den Senat des Parlaments der Tschechischen Republik.

## Filmografie (Auswahl)
- 1951: Der Weg zum Glück (Cesta ke štěstí)
- 1953: Über uns tagt es (Nad námi svítá)
- 1954: Pricházejí z tmy
- 1959: König des Böhmerwaldes (Král Šumavy)
- 1960: Vstup zakázán
- 1960: Smyk – Dem Abgrund entgegen (Smyk)
- 1961: Reportage unter dem Strang geschrieben (Reportáž psaná na oprátce)
- 1961: Fesseln (Pouta)
- 1961: Ermittlungsergebnis: Mord (Tereza)
- 1963: Glühendes Herz (Horoucí srdce)
- 1976: Welche Farbe hat die Liebe? (Jakou barvu má láska)
- 1978: Die Frau hinter dem Ladentisch (Fernsehserie)
- 1981: Okres na severu (Fernsehserie; Bezirk im Norden)
- 1983: Mein ganzes Leben war wandern (Putování Jana Amose)
- 1986: Gottwald (Miniserie)
- 1989: Roky přelomu (Fernsehserie)